# ルゼルナ
ルゼルナ（イタリア語: Luserna; チンブロ語: Lusérn）は、イタリア共和国トレンティーノ＝アルト・アディジェ州トレント自治県にある、人口約300人の基礎自治体（コムーネ）。
このコムーネでは、ドイツ語系の少数言語であるチンブロ語（キンブリ語）が話されている。

## 名称
標準イタリア語以外では以下の名称を持つ。
- チンブロ語: Lusérn
- ドイツ語: Lusern

## 地理

### 位置・広がり
トレント自治県のコムーネ。アジアーゴから西北西へ15km、県都トレントから南東へ23kmの距離にある。

#### 隣接コムーネ
隣接するコムーネは以下の通り。括弧内のVIはヴィチェンツァ県所属を示す。
- カルドナッツォ
- ラヴァローネ
- レーヴィコ・テルメ
- ペデモンテ (VI)
- ロトツォ (VI)
- ヴァルダスティコ (VI)

## 行政

### Comunità di valle
トレント自治県が設置した広域行政組織 Comunità di valle のひとつ「アルティピアニ・チンブリ」 (it:Magnifica Comunità degli Altipiani cimbri)  （事務所所在地: ラヴァローネ）に属する。

## 文化

### チンブロ語と文化
| 少数言語話者の割合（2011年） | 少数言語話者の割合（2011年） | 少数言語話者の割合（2011年） | 少数言語話者の割合（2011年） | 少数言語話者の割合（2011年） |
| ---------------------------- | ---------------------------- | ---------------------------- | ---------------------------- | ---------------------------- |
|                              |                              |                              |                              |                              |
| ラディン語                   | ラディン語                   |                              | 0.0%                         | 0.0%                         |
| モケーニ語                   | モケーニ語                   |                              | 0.0%                         | 0.0%                         |
| チンブロ語                   | チンブロ語                   |                              | 83.8%                        | 83.8%                        |

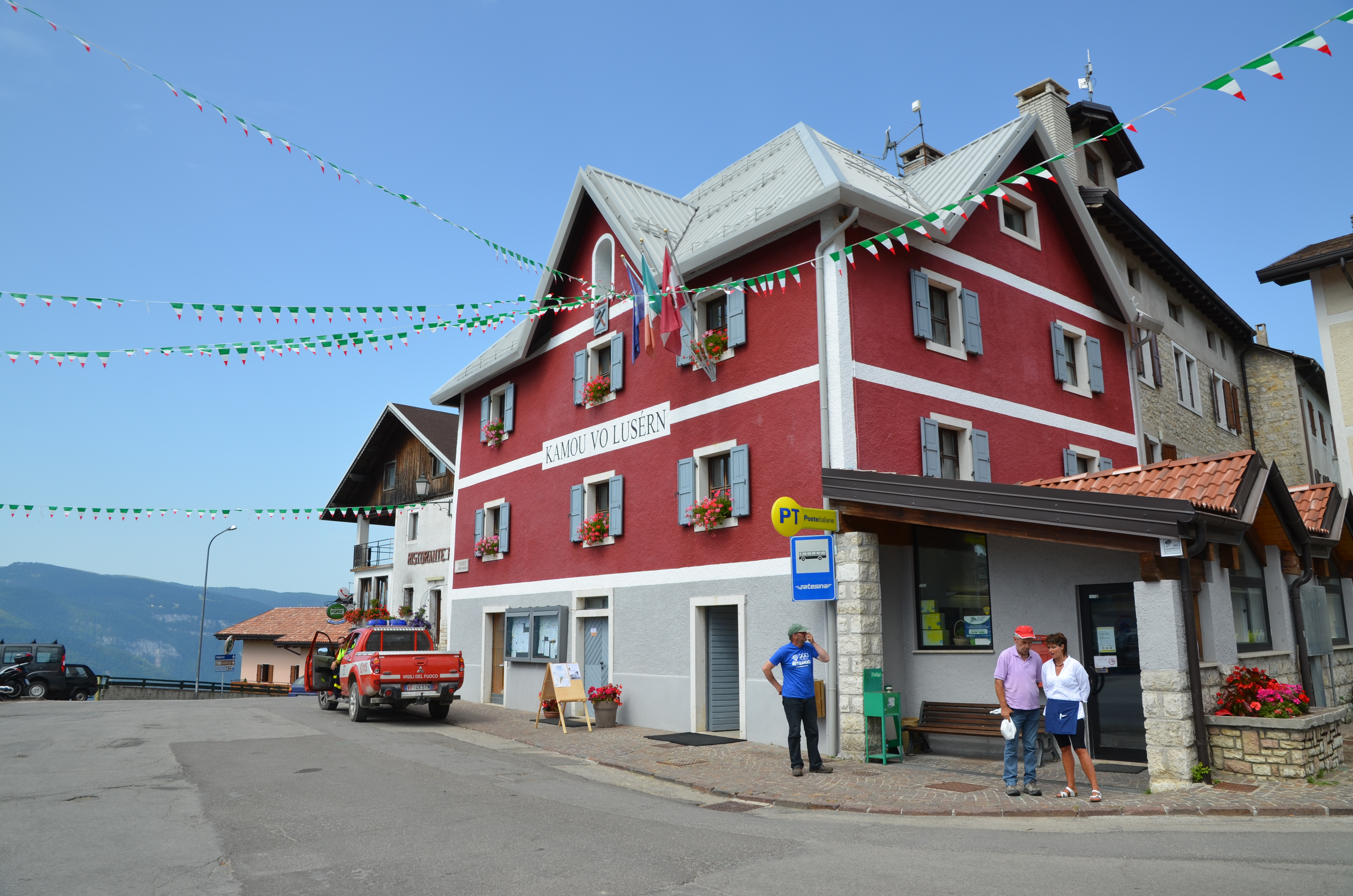
村役場 (Kamou vo Lusérn - Comune di Luserna)

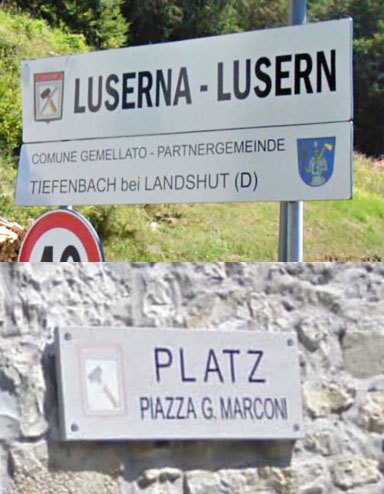
イタリア語とドイツ語の二言語表示がされた標識

2011年10月9日に行われた国勢調査によれば、住民284人中238人（83.8%）がチンブロ語話者である。チンブロ語話者の割合が最も高いコムーネである。話者人口はフォルガリーア（249人）のほうが多い。
チンブロ語（キンブリ語）はゲルマン語派の上部ドイツ語に属するバイエルン語の変種に分類される言語で、北イタリアではヴェネト語の中で言語島を形作っており、ほかにセッテ・コムーニ（ヴィチェンツァ県）やトレディチ・コムーニ（ヴェローナ県）にも分布している。かつてはルゼルナに隣接するラヴァローネでも話されていた。チンブロ語は大きく3つの方言に分かれており、ルゼルナではルゼルナ方言が用いられている。
2001年の国勢調査によれば、ルゼルナの住民の90%近く（267人、89.9%）が、第一言語（母語）としてチンブロ語を挙げている。ユネスコはチンブロ語を危機に瀕する言語としており、セッテ・コムーニやトレディチ・コムーニでのチンブロ語が消滅しつつある (disappearing)とされる中で、村人の多数がチンブロ語を話すルゼルナでは活発な使用が維持されている。
ユニークな伝統・文化・言語を維持するため、県の条例によって文化研究所が設立されており、イタリア政府の国費補助を受けている。